# Bitovnit
Bytovnit je mineral silikat, član serije plagioklasa, koji je bogat kalcijem i spada u feldspate. Obično se definira na osnovu 70-90% sadržaja anortita. 

## Vanjske poveznice
- www.mindat.org
- mineral.galleries.com
- webmineral.com